# Хулиан Хил
Хулиан Хил (на испански: Julián Gil) е аржентински актьор, модел и телевизионен водещ.

## Филмография

### Филми
- Marina (2001) – Джон
- Más allá del limite (2002)
- La caja de problemas (2004) – Градинарят
- Fuego en el alma (2005)
- El milagro de la Virgen de Coromoto (2006)
- Historias Delirantes (2008)
- Entre piernas (2010)
- Lotoman 003 (2014)
- Misterio's: Llamas de sueños (2014)
- Loki 7 (2016)
- Santiago Apóstol (2017)

### Теленовели
- Tres amigas (2000)
- Mi conciencia y yo (2002)
- Крилете на любовта (Por todo lo alto) (2006)
- Заложница на съдбата (Acorralada) (2007) – Панчолон
- Isla Paraíso (2007)
- Моята обичана Малена (Mi Adorada Malena) (2007)
- Валерия (Valeria) (2008) – Даниел Ферари
- Купена любов (Amor comprado) (2008) – Естебан
- Семейство Барига (Los Barriga) (2009) – Франческо Сесан
- Капризи на съдбата (Sortilegio) (2009) – Улисес
- Смелчаги (Valientes) (2009) – Леонардо Сото
- Ева Луна (Eva Luna) (2010 – 2011) – Леонардо Арисменди
- Лишена от любов (La que no podía amar) (2011) – Бруно Рей
- Коя си ти? (¿Quién eres tú?) (2012 – 2013) – Фелипе Ескивел
- Rosario (2012 – 2013)
- Los secretos de Lucía (2013)
- До края на света (Hasta el fin del mundo) (2014) – Патрисио Итурбиде
- Мечта за любов (Sueño de amor) (2016) – Ернесто де ла Колина
- Да обичам без закон (Por amar sin ley) (2018) – Карлос Ибара
- Какво се случва със семейството ми? (¿Qué le pasa a mi familia?) (2021) – Карлос Итурбиде
- Наследството (La herencia) (2022) – Просперо Милан Рико
- Проклятието (El maleficio) (2023) – Херардо Астер

## Театър
- La abeja reina (1995)
- Por el medio si no hay remedio (1999)
- Nueve semanas y media (2000)
- Sexo, pudor y lagrimas (2000)
- En pelotas (2001)
- Los gallos salvajes (2002)
- El cotorrito by the sea (2002)
- Luminaria (2003)
- Tarzan – Salvemos la selva (2003)
- El mal mundo (2004)
- La princesa en el lago de los cisnes (2004)
- El crimen del Padre Amaro (2005)
- Descarados (2007)
- Los hombres aman a las cabronas (2008)
- Sortilegio El Show (2010)
- Aquel Tiempo de Campeones (2013)
- Divorciémonos mi amor (2015)